# Wiaczesław Sporow
Wiaczesław Jakowlewicz Sporow (ros. Вячеслав Яковлевич Споров, ur. 24 marca 1906 we wsi Jermolino w guberni niżnonowogrodzkiej, zm. w styczniu 1974) – radziecki działacz partyjny i państwowy.

## Życiorys
W 1925 ukończył technikum rolnicze, później studiował w Moskiewskiej Akademii Rolniczej im. Timiriazewa i na Wydziale Starszych Agronomów Gorkowskiego Instytutu Rolniczego, 1932 został członkiem WKP(b). Od 1932 pracował jako starszy agronom stanicy maszynowo-traktorowej w Czuwaskiej ASRR, a 1936-1939 dyrektor stanicy maszynowo-traktorowej w Kraju Gorkowskim/obwodzie gorkowskim (obecnie obwód niżnonowogrodzki), 1939-1943 był zastępcą szefa gorkowskiego obwodowego oddziału rolniczego. W latach 1943–1951 był szefem tambowskiego obwodowego oddziału rolnego, do 1951 zastępcą przewodniczącego Komitetu Wykonawczego Tambowskiej Rady Obwodowej, a od 26 marca 1951 do 1957 przewodniczącym Komitetu Wykonawczego Włodzimierskiej Rady Obwodowej, później słuchaczem kursów przy KC KPZR. Został odznaczony Orderem Czerwonego Sztandaru Pracy.